# いつも心に太陽を (三枝夕夏 IN dbの曲)
『いつも心に太陽を』（いつもこころにたいようを）は、三枝夕夏 IN dbの10枚目のシングル。

## 概要
- シングル3ヶ月連続リリースの第3弾である。
- 三枝夕夏が初めて作曲を手がけた。三枝曰く、出世作とのこと。これをきっかけとして、シンガーソングライターとしての幅も広げつつある。
- オリコンデイリーランキングでは、初登場7位にランクインした。

## 収録曲
全作詞：三枝夕夏
1. いつも心に太陽を
作曲：三枝夕夏、編曲：小澤正澄
  - TBS系『ウルトラマンネクサス』初代エンディングテーマ
2. 最後のキスは氷のように冷たかった
作曲：五大ゆり、編曲：古井弘人
3. アツイ情熱抱きしめて
作曲・編曲：小澤正澄
4. いつも心に太陽を 〜Instrumental〜

## 収録アルバム
いつも心に太陽を
- U-ka saegusa IN db II
- 三枝夕夏 IN d-best 〜Smile&Tears〜
- U-ka saegusa IN db Final Best

最後のキスは氷のように冷たかった
- U-ka saegusa IN db II